# Gaëtan ou le Commis audacieux

Gaëtan ou le Commis audacieux est un film muet français réalisé par Louis Feuillade et sorti en 1922.

## Fiche technique
- Réalisateur : Louis Feuillade
- Société de production : Société des Établissements L. Gaumont
- Format : Muet - Noir et blanc - 1,33:1 - 35 mm
- Pays de production : France
- Genre : Court métrage comique
- Date de sortie : 
  - France : février 1922

## Distribution
- Georges Biscot : Belhomme
- Henri-Amédée Charpentier : le juge Barbenchon
- Madame Gordenko : la femme du juge
- Louise Astruc : la belle-sœur du juge
- Blanche Montel : Rosine
- Jean-François Martial : Mr Letillac
- Jeanne Rollette : Phrasie, la bonne